# Santa Elena (Ecuador)
Santa Elena es una ciudad ecuatoriana, cabecera cantonal del Cantón Santa Elena y capital de la Provincia de Santa Elena, así como la urbe más pequeña y la segunda más poblada de la misma. Se localiza al centro-sur de la región litoral del Ecuador, en la puntilla de Santa Elena, que es el extremo occidental del Ecuador continental, a una altitud de 40 ms.n.m. y con un clima árido cálido de 23,1 °C en promedio.
Es llamada "Capital del Mar y la Tierra". En el censo de 2022 tenía una población de 54.565 habitantes, lo que la convierte en la vigésima novena ciudad más poblada del país. La ciudad es uno de los núcleos del área metropolitana de La Puntilla, la cual está constituida además por ciudades y parroquias rurales cercanas, entre las que se destacan Salinas y La Libertad. El conglomerado alberga a más de 180.000 habitantes.
Sus orígenes datan de la época colonial, pero es a inicios del siglo XX, debido a la explotación petrolera de la zona, cuando presenta un acelerado crecimiento demográfico hasta establecer un destacado núcleo urbano. Es uno de los más importantes centros económicos, financieros y comerciales de la provincia. Las actividades económicas principales de la ciudad son el comercio, la pesca y el turismo.

## Toponimia
Antes de la conquista española, la población se llamó "Sumpa", que en lengua chimú significa "punta".
El 18 de agosto de 1531, Francisco Pizarro desembarcó en el balneario de Ballenita y lo llamó "Santa Elena", porque aquel era día de Santa Elena (Helena de Constantinopla).

## Historia

### Orígenes
El lugar estuvo poblado desde la prehistoria por la Cultura Las Vegas, esta fue la primera cultura que se asentó en los actuales territorios del Ecuador en el holoceno y pleistoceno tardío en la costa entre 8000 AC y 4600 AC. Existen 31 asentamientos de esta cultura en la Península de Santa Elena, provincia homónima. El pueblo de Las Vegas se dedicó a la caza y recolección, y además desarrolló técnicas primitivas de agricultura.
Aparentemente utilizaron huesos y espátulas para a fin de producir redes y textiles junto a varias herramientas y envases hechos de conchas. Adicionalmente, se especula que usaron madera, corteza de árbol, bambú, y caña como herramientas de su agricultura.
Después de la Cultura las Vegas llegó la Cultura Valdivia que se desarrolló entre el 3500 y el 1800 a. C. en la costa occidental del Ecuador. Esta cultura se asentó en la península de Santa Elena y también en el estuario del Guayas, en Los Ríos, Manabí y El Oro.
El desarrollo de la cultura valdiviana dio paso en la misma región a la cultura Machalilla y muchos de sus elementos culturales, como la cerámica, se difundirían rápidamente hacia las áreas vecinas. La gente de esta cultura fueron ceramistas que fabricaron figurillas femeninas, las más antiguas de piedra y luego de barro, a veces sencillas y otras más elaboradas, eran objetos relacionados con la fertilidad y la salud.
El descubrimiento de esta cerámica tan antigua fue en un baño público de la costa ecuatoriana, hace algunas décadas, trajo consigo fama para el Ecuador, desde el punto de vista arqueológico; pues valdiviana aparece como una verdadera cultura del Periodo formativo. No hay duda de que los valdivianos siguieron las tradiciones arcaicas de la caza, la pesca y la recolección de moluscos, pero no se encuentran hasta ahora pruebas claras de que la valdiviana fuese una cultura intensamente agrícola. Pero lo más sobresaliente, es que tenían la costumbre y habilidad para trabajar la arcilla que obtenían del suelo para realizar hermosas piezas de cerámica, entre las que se destacan los figurines femeninos llamados hoy "venus", que muestran un culto especial a la mujer y la fertilidad.

### Época colonial e independentista
En 1531, Pizarro descubre las costas del lugar bautizándolas con el nombre de Santa Elena, y toma posesión en nombre de los reyes de España. Las conquistas y exploraciones del lugar terminaron a fines del siglo XVI.
Después de la Independencia de Guayaquil, el 9 de octubre de 1820, se instaló una junta compuesta por Diputados y a Santa Elena le correspondió 6 Diputados: 2 por Chongon, 1 por Colonche 1 por Chanduy, 2 por Punta Blanca (hoy la ciudad).
En la Ley de División Territorial de la República de Colombia de 1824, se estableció el Cantón denominado Punta de Santa Elena, y la población fue nombrada Villa de santa Elena.

### Época republicana
El 22 de enero de 1839, en El gobierno de Vicente Rocafuerte, Santa Elena fue denominada Cantón de la provincia del Guayas. El 15 de marzo de 1833 se trasladó la cabecera del circuito El Morro a Santa Elena por conveniencia pública así como para un mejor régimen en lo gubernativo y judicial, decreto del presidente Juan José Flores.
El 19 de septiembre de 1896, Por decreto del Jefe Supremo Eloy Alfaro se exoneró al cantón Santa Elena al pago de impuestos debido a que la agricultura sufrió quebrantos y perjuicios notables, causada por una sequía de tres años.
A finales del siglo XIX y a principios del siglo XX, la población de la zona estuvo conformada de pescadores artesanales en su gran mayoría. En 1914, en las cercanías del pueblo se perforó el primer pozo petrolero del Ecuador, y en la década de los 20, se estableció la empresa Inglesa Anglo Ecuadorian Oilfields (AEO), para exportar el petróleo que existe en el lugar.
El 7 de noviembre de 2007 se publicó, en el Registro Oficial #206, a Santa Elena como provincia.

Esto ocurre luego de que Santo Domingo de los Tsáchilas haya sido inscrita como la provincia 23 en el Registro Oficial #205, del día anterior 6 de noviembre. La ciudad de Santa Elena fue designada como su capital.

"Créase la provincia de Santa Elena como Unidad Territorial, Política y Administrativa, integrada por el territorio de los cantones Santa Elena, Salinas y La Libertad, cuyos límites serán los mismos que en su conjunto tienen estos cantones con sus respectivas cabeceras cantonales, parroquias, barrios, comunas, recintos y pueblos"

## Geografía
Santa Elena se ubica en la parte occidental de la Provincia de Santa Elena, en la puntilla de Santa Elena, que es el extremo occidental del Ecuador continental. Esta zona es muy seca, por lo que posee pampas salineras y las lluvias son algo escasas.

### Clima
De acuerdo con la clasificación climática de Köppen, Santa Elena experimenta un clima árido cálido (BWh), el cual se caracteriza por las temperaturas altas. Debido a que las estaciones del año no son sensibles en la zona ecuatorial, tiene exclusivamente dos estaciones: un poco pluvioso y cálido invierno, que va de diciembre a mayo, y un "verano" seco y ligeramente más fresco, entre junio y noviembre. 
Su temperatura promedio anual es de 23,1 °C; con un promedio de 25,4 °C, marzo es el mes más cálido, mientras septiembre es el mes más frío, con 21,5 °C en promedio. Si bien la temperatura real no es extremadamente alta, la humedad hace que la sensación térmica se eleve hacia los 35 °C o más. Es un clima isotérmico, con una amplitud térmica anual inferior a 4 °C entre el mes más frío y el más cálido. Hay una diferencia de apenas 95 mm de precipitación entre los meses más secos y los más húmedos; febrero (10 días) tiene los días más lluviosos por mes en promedio, mientras la menor cantidad de días lluviosos se mide en noviembre (2 días). La humedad relativa también es constante, con un promedio anual de 81%. 
| Parámetros climáticos promedio de Santa Elena, Ecuador | Parámetros climáticos promedio de Santa Elena, Ecuador | Parámetros climáticos promedio de Santa Elena, Ecuador | Parámetros climáticos promedio de Santa Elena, Ecuador | Parámetros climáticos promedio de Santa Elena, Ecuador | Parámetros climáticos promedio de Santa Elena, Ecuador | Parámetros climáticos promedio de Santa Elena, Ecuador | Parámetros climáticos promedio de Santa Elena, Ecuador | Parámetros climáticos promedio de Santa Elena, Ecuador | Parámetros climáticos promedio de Santa Elena, Ecuador | Parámetros climáticos promedio de Santa Elena, Ecuador | Parámetros climáticos promedio de Santa Elena, Ecuador | Parámetros climáticos promedio de Santa Elena, Ecuador | Parámetros climáticos promedio de Santa Elena, Ecuador |
| Mes                                                    | Ene.                                                   | Feb.                                                   | Mar.                                                   | Abr.                                                   | May.                                                   | Jun.                                                   | Jul.                                                   | Ago.                                                   | Sep.                                                   | Oct.                                                   | Nov.                                                   | Dic.                                                   | Anual                                                  |
| ------------------------------------------------------ | ------------------------------------------------------ | ------------------------------------------------------ | ------------------------------------------------------ | ------------------------------------------------------ | ------------------------------------------------------ | ------------------------------------------------------ | ------------------------------------------------------ | ------------------------------------------------------ | ------------------------------------------------------ | ------------------------------------------------------ | ------------------------------------------------------ | ------------------------------------------------------ | ------------------------------------------------------ |
| Temp. máx. media (°C)                                  | 26.7                                                   | 27.3                                                   | 27.5                                                   | 27.0                                                   | 25.8                                                   | 24.6                                                   | 24.1                                                   | 24.0                                                   | 24.1                                                   | 24.2                                                   | 24.8                                                   | 24.9                                                   | 25.4                                                   |
| Temp. media (°C)                                       | 24.5                                                   | 25.3                                                   | 25.4                                                   | 24.8                                                   | 23.7                                                   | 22.5                                                   | 21.9                                                   | 21.5                                                   | 21.5                                                   | 21.7                                                   | 22.2                                                   | 22.3                                                   | 23.1                                                   |
| Temp. mín. media (°C)                                  | 23.1                                                   | 23.8                                                   | 23.9                                                   | 23.4                                                   | 22.5                                                   | 21.3                                                   | 20.7                                                   | 20.2                                                   | 20.1                                                   | 20.4                                                   | 20.8                                                   | 20.8                                                   | 21.8                                                   |
| Precipitación total (mm)                               | 70                                                     | 109                                                    | 94                                                     | 51                                                     | 30                                                     | 19                                                     | 20                                                     | 14                                                     | 15                                                     | 14                                                     | 17                                                     | 34                                                     | 487                                                    |
| Días de precipitaciones (≥ 1.0 mm)                     | 7                                                      | 10                                                     | 9                                                      | 6                                                      | 5                                                      | 4                                                      | 4                                                      | 3                                                      | 3                                                      | 2                                                      | 2                                                      | 4                                                      | 59                                                     |
| Horas de sol                                           | 186                                                    | 263.2                                                  | 297.6                                                  | 291                                                    | 248                                                    | 189                                                    | 148.8                                                  | 127.1                                                  | 123                                                    | 114.7                                                  | 138                                                    | 229.4                                                  | 2355.8                                                 |
| Humedad relativa (%)                                   | 80                                                     | 81                                                     | 81                                                     | 82                                                     | 82                                                     | 83                                                     | 82                                                     | 81                                                     | 81                                                     | 80                                                     | 79                                                     | 80                                                     | 81                                                     |
| Fuente: Climate-data.org                               |                                                        |                                                        |                                                        |                                                        |                                                        |                                                        |                                                        |                                                        |                                                        |                                                        |                                                        |                                                        |                                                        |

## Política
Territorialmente, la ciudad de Santa Elena está organizada en 2 parroquias urbanas, mientras que existen 6 parroquias rurales con las que complementa el aérea total del Cantón Santa Elena. El término "parroquia" es usado en el Ecuador para referirse a territorios dentro de la división administrativa municipal.
La ciudad de y el cantón Santa Elena, al igual que las demás localidades ecuatorianas, se rige por una municipalidad según lo previsto en la Constitución de la República. El Gobierno Autónomo Descentralizado Municipal de Santa Elena, es una entidad de gobierno seccional que administra el cantón de forma autónoma al gobierno central. La municipalidad está organizada por la separación de poderes de carácter ejecutivo representado por el alcalde, y otro de carácter legislativo conformado por los miembros del concejo cantonal.
La ciudad de Santa Elena es la capital de la provincia de Santa Elena, por lo cual es sede de la Gobernación y de la Prefectura de la provincia. La Gobernación está dirigida por un ciudadano con título de Gobernador de Santa Elena y es elegido por designación del propio Presidente de la República como representante del poder ejecutivo del estado. La Prefectura, algunas veces denominada como Gobierno Provincial, está dirigida por un ciudadano con título de Prefecto Provincial de Santa Elena y es elegido por sufragio directo en fórmula única junto al candidato viceprefecto. Las funciones del Gobernador son en su mayoría de carácter representativo del Presidente de la República, mientras que las funciones del Prefecto están orientadas al mantenimiento y creación de infraestructura vial, turística, educativa, entre otras.
La Municipalidad de Santa Elena, se rige principalmente sobre la base de lo estipulado en los artículos 253 y 264 de la Constitución Política de la República y en la Ley de Régimen Municipal en sus artículos 1 y 16, que establece la autonomía funcional, económica y administrativa de la Entidad.

### Alcaldía

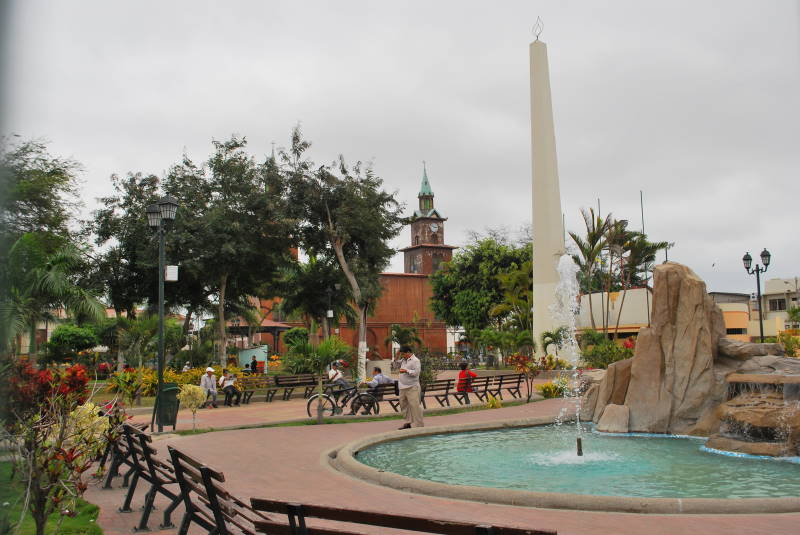
Parque Central "Vicente Rocafuerte".

El poder ejecutivo de la ciudad es desempeñado por un ciudadano con título de Alcalde del Cantón Santa Elena, el cual es elegido por sufragio directo en una sola vuelta electoral, sin fórmulas o binomios en las elecciones municipales. El vicealcalde no es elegido de la misma manera, ya que una vez instalado el Concejo Cantonal se elegirá entre los ediles un encargado para aquel cargo. El alcalde y el vicealcalde duran cuatro años en sus funciones, y en el caso del alcalde, tiene la opción de reelección inmediata o sucesiva. El alcalde es el máximo representante de la municipalidad y tiene voto dirimente en el concejo cantonal, mientras que el vicealcalde realiza las funciones del alcalde de modo suplente mientras no pueda ejercer sus funciones el alcalde titular.
El alcalde cuenta con su propio gabinete de administración municipal mediante múltiples direcciones de nivel de asesoría, de apoyo y operativo. Los encargados de aquellas direcciones municipales son designados por el propio alcalde. Actualmente, la Alcaldesa de Santa Elena es María del Carmen Aquino, elegida para el periodo 2023 - 2027.

### Concejo cantonal
El poder legislativo de la ciudad es ejercido por el Concejo Cantonal de Santa Elena el cual es un pequeño parlamento unicameral que se constituye al igual que en los demás cantones mediante la disposición del artículo 253 de la Constitución Política Nacional. De acuerdo a lo establecido en la ley, la cantidad de miembros del concejo representa proporcionalmente a la población del cantón.
Santa Elena posee 9 concejales, los cuales son elegidos mediante sufragio (Sistema D'Hondt) y duran en sus funciones cuatro años pudiendo ser reelegidos indefinidamente. De los nueve ediles, 3 representan a la población urbana mientras que 6 representan a las 6 parroquias rurales. El alcalde y el vicealcalde presiden el concejo en sus sesiones. Al recién instalarse el concejo cantonal por primera vez los miembros eligen de entre ellos un designado para el cargo de vicealcalde de la ciudad.

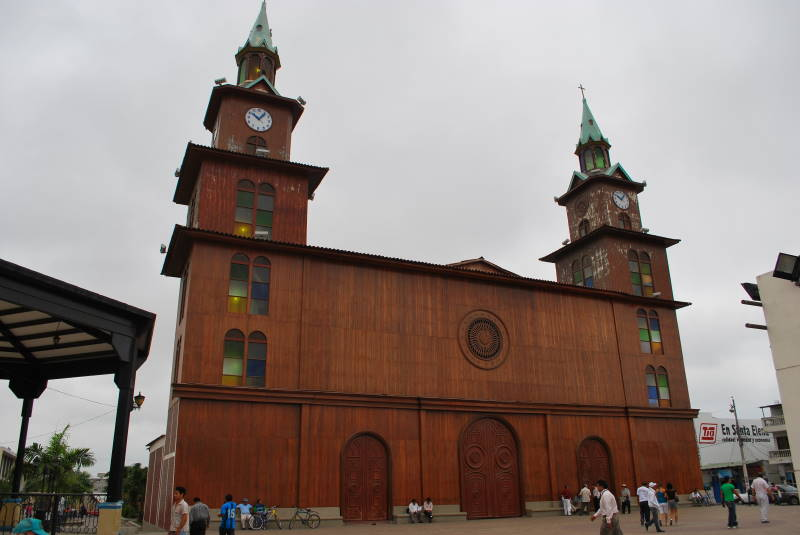
Catedral Emperatriz de Santa Elena.

### División Política
El cantón se divide en parroquias que pueden ser urbanas o rurales y son representadas por los Gobiernos Parroquiales ante la Alcaldía de Santa Elena. La urbe tiene 2 parroquias urbanas:
- Ballenita
- Santa Elena

## Demografía
La ciudad de Santa Elena actualmente tiene una población de apenas 54 565 personas viviendo dentro los límites de la ciudad propia, pero la zona urbana de Santa Elena, La Libertad y Salinas según los resultados del censo del 2010 tiene una población de casi 170.342 habitantes, que son en sí el verdadero conglomerado peninsular.
La población rural de Santa Elena es más poblada que la urbana debido a que la mayoría de los peninsulares viven en el corredor E15, Más conocido como la ruta del spondylus o ruta del sol. En ella se pueden apreciar la bien conocida Montañita que se ubica a 50 km del Catedral de Santa Elena.
Ballenita, que está a 5 km de Santa Elena, es el principal balneario de Santa Elena debido a su corta distancia, mientras los balnearios al norte de Ballenita son conocidos como los pueblos rurales de Santa Elena, pero dentro de la SEM (Santa Elena Metropolitano). La mayoría de sus habitantes se dedican a la pesquería y depende del turismo también. Aparte de Montañita, Olón y Manglarato son otras playas conocidas dentro del Cantón de Santa Elena
Dentro de la SEM se pueden apreciar servicios de transporte urbano que trasladan a los peninsulares de una parroquia a otra. Están las Rutas Salinas-Montañita, La Libertad-Palmar, Santa Elena-Olón, etc. El pasaje es de 50 centavos y operan desde las 6 de la mañana hasta las 9 o 10 de la noche. El servicio más utilizado es la ruta Santa Elena- La Libertad- Salinas debido a su cercanía y área urbana conectada entre ella como una conurbación.

## Transporte

### Transporte terrestre

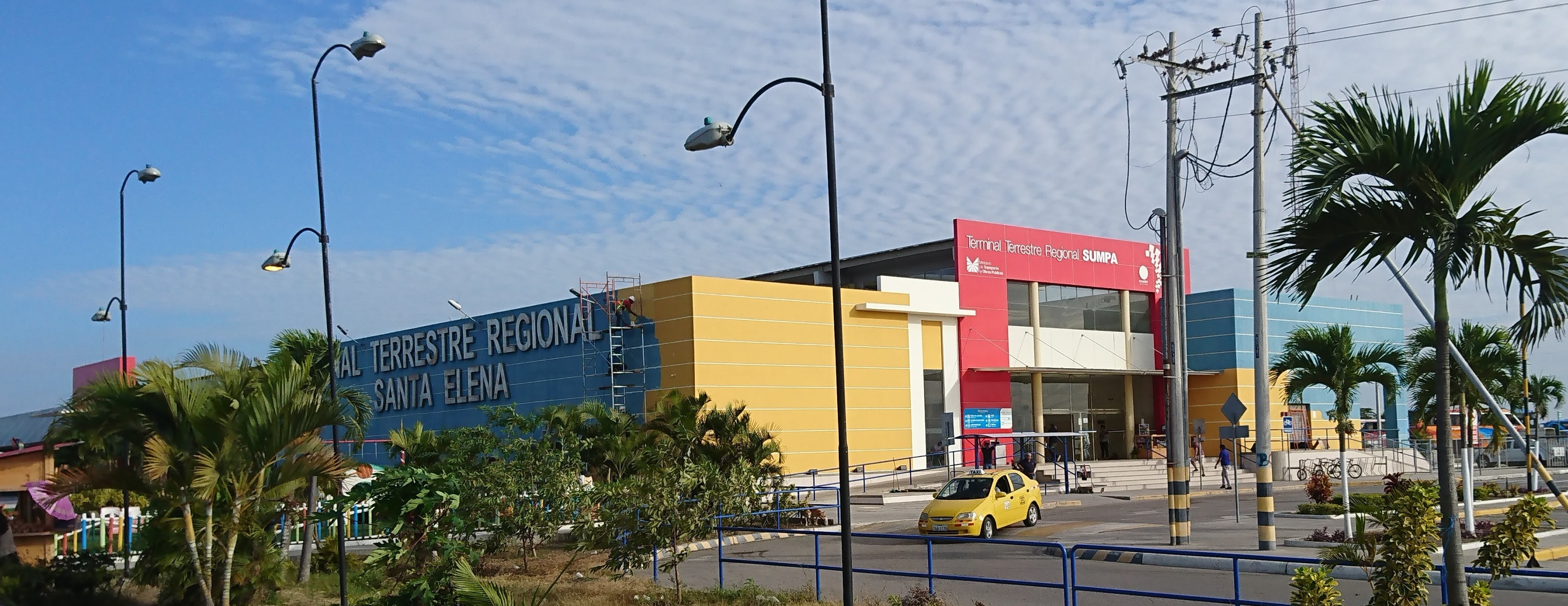
Terminal Terrestre Regional "Sumpa".

La ciudad está comunicada con Guayaquil a través de la Autovía de pago Guayaquil - Salinas y la carretera antigua que es sin pago, en un viaje aproximado de dos horas. Se puede viajar en automóvil como también en autobús interprovincial. La mayoría de las calles de la ciudad están asfaltadas, especialmente las del centro, aunque algunas están desgastadas y el resto de calles son lastradas.
La ciudad cuenta con diferentes líneas de autobuses que la conectan con ciudades cercanas como Salinas y La Libertad. Desde el Terminal de Santa Elena también se puede viajar a varios destinos del Ecuador

#### Avenidas importantes
- Calle Guayaquil
- Avenida 9 de Octubre
- Márquez de La Plata
- Virgilio Drouet
- Colonche
- Sucre
- Olmedo
- Avda. Francisco Pizarro

## Educación
La ciudad cuenta con buena infraestructura para la educación, tanto pública como privada. La educación pública en la ciudad, al igual que en el resto del país, es gratuita hasta la universidad (tercer nivel) de acuerdo a lo estipulado en el artículo 348 y ratificado en los artículos 356 y 357 de la Constitución Nacional. Varios de los centros educativos de la ciudad cuentan con un gran prestigio. La ciudad está dentro del régimen Costa por lo que sus clases inician los primeros días de abril y luego de 200 días de clases se terminan en el mes de febrero.

## Economía
Su economía se basa en el comercio y el turismo. La actividad comercial y los beneficios que brindan se ven también a nivel corporativo, las oportunidades del sector privado al desarrollar modelos de negocios que generen valor económico, ambiental y social, están reflejadas en el desarrollo de nuevas estructura, la inversión privada ha formado parte en el proceso del crecimiento de la ciudad, los proyectos inmobiliarios, urbanizaciones privadas, y oficinas, han ido en aumento.

## Medios de comunicación
La ciudad posee una red de comunicación en continuo desarrollo y modernización. En la ciudad se dispone de varios medios de comunicación como prensa escrita, radio, televisión, telefonía, Internet y mensajería postal. En algunas comunidades rurales existen telefonía e Internet satelitales. 
- Telefonía: Si bien la telefonía fija se mantiene aún con un crecimiento periódico, esta ha sido desplazada muy notablemente por la telefonía celular, tanto por la enorme cobertura que ofrece y la fácil accesibilidad. Existen 3 operadoras de telefonía fija, CNT (pública), TVCABLE y Claro (privadas) y cuatro operadoras de telefonía celular, Movistar, Claro y Tuenti (privadas) y CNT (pública).

- Radiodifusión: Dentro de esta lista se menciona una gran cantidad de sistemas radiales de transmisión nacional y local e incluso de provincias vecinas.

- Medios televisivos: La mayoría son nacionales, aunque se ha incluido canales locales recientemente. El apagón analógico se estableció para el 31 de diciembre de 2018.

## Deporte
La Federación Deportiva de Santa Elena es el organismo rector del deporte en toda la Provincia de Santa Elena y por ende en la urbe se ejerce su autoridad de control. El deporte más popular en la ciudad, al igual que en todo el país, es el fútbol, siendo el deporte con mayor convocatoria. Actualmente existen un equipo de fútbol, perteneciente al cantón, activo en la Asociación de Fútbol No Amateur de Santa Elena, que participa en el Campeonato Provincial de Segunda Categoría de Santa Elena.
El principal recinto deportivo para la práctica del fútbol es el Estadio Alberto Spencer Herrera. Es usado mayoritariamente para la práctica del fútbol. Tiene capacidad para 5.000 espectadores. El estadio es sede de distintos eventos deportivos a nivel local, así como es escenario para varios eventos de tipo cultural, especialmente conciertos musicales (que también se realizan en el Coliseo Cerrado Municipal de Santa Elena).
Cuenta con el Complejo Deportivo José Francisco Cevallos, ubicado en el Barrio Márquez De La Plata, administrado por el GAD Municipal, cuenta con 1 Cancha Pequeña de Césped Sintético, 1 Cancha de Básquet, 1 Cancha de Vóley y una sede social. Así también una Cancha de Césped Sintético ubicada en el Cerro Mirador Tablazo, Administrada por la Asociación de Pedreros del Cerro, esta cancha posee las medidas oficiales de una cancha de fútbol profesional.